# Arlington Heights (Illinois)
Arlington Heights ist ein Village im Cook County des US-amerikanischen Bundesstaats Illinois.
Arlington Heights liegt in der Metropolregion um Chicago. Das U.S. Census Bureau hat bei der Volkszählung 2020 eine Einwohnerzahl von 77.676 ermittelt.
Bekannt ist die Ortschaft insbesondere für die Pferderennbahn Arlington Park.

## Geographie
Arlington Heights bildet einen Vorort Chicagos und liegt 25 Meilen nordwestlich der Stadt am U.S. Highway 14. Hier befindet sich auch die höchste natürliche Erhebung des Bundesstaates Illinois – Nickol Knoll. Auf ihm befindet sich ein Golfplatz.

## Geschichte
Als das General Land Office 1835 in dieser Gegend begann Land zu verkaufen, waren die meisten der Käufer Yankees. 1853 überredete William Dunton die Union Pacific Railroad, hier eine Haltestelle zu bauen und gründete eine Ortschaft namens Dunton.
Als die Ortschaft 1887 als Arlington Heights inkorporiert wurde, betrug ihre Bevölkerung bereits über 1000 Einwohner. Die meisten Bewohner waren Bauern, es gab aber auch Bewohner, die in Chicago arbeiteten. Arlington Heights war bereits früh ein Vorort für Pendler.
Die Ortschaft entwickelte alsbald religiöse Einrichtungen, welche die Ursprünge der Einwohner widerspiegelten. Die ersten Kirchen waren presbyterianisch (1856) und methodistisch (1858), gefolgt von einer deutschen Lutherischen Kirche 1860. Die Katholiken hatten bis 1905 keine Kirche.
Um die Jahrhundertwende hatte Arlington Heights rund 1400 Einwohner. Um 1927 gründete der kalifornische Millionär Harry D. „Curly“ Brown die Pferderennbahn auf einer Landfläche, die zuvor aus zwölf Farmen bestand. Die Bevölkerung wuchs stark in den 1950er- und 1960er-Jahren, als große Teile der Bevölkerung ein Auto erwarben und die Wirtschaft von Chicago sich stark entwickelte. Bis 1970 wuchs die Einwohnerzahl auch durch einige Eingemeindungen auf 64.884.
Am 7. September 2022 stellten die Chicago Bears ihre Stadionpläne in Arlington Heights vor. Im September 2021 sicherten sich die Bears ein Grundstück der alten Pferderennbahn. Es soll ein ganzes Viertel entstehen mit Stadion. Wohnhäuser, Restaurants, Büros, Hotels, Fitnessstudios und Grünflächen.

## Demographie
Laut dem United States Census 2000 lebten 76.031 Einwohner in 30.763 Haushalten. Die Bevölkerung setzte sich aus 90,56 % Weißen, 5,98 % Asiaten und 0,96 % Schwarzen zusammen. Hispanics oder Latinos stellten 4,46 % der Bevölkerung. Das Pro-Kopf-Einkommen betrug 33.544 US-Dollar und 2,5 % der Bevölkerung lebte unter der Armutsgrenze.

## Verkehr
Arlington Heights hat zwei Haltestellen an der Union Pacific/Northwest Line der METRA, die einen täglichen Fahrdienst zwischen Harvard und Chicago sicherstellen. Die Ortschaft hat Anbindung an die Interstate 90 und die Illinois State Route 53 (nördliche Verlängerung der Interstate 290), die eine Verbindung zum nahegelegenen O’Hare International Airport, der Stadt Chicago und anderen Vororten bietet.

## Söhne und Töchter der Stadt
- Lee Strobel (* 1952), Journalist, Pastor und Buchautor
- Todd Waggoner (* 1965), Eiskunstläufer
- Jami Attenberg (* 1971), Schriftstellerin
- Peter Andrew Kwasniewski (* 1971), Philosoph
- Linda Wild (* 1971), Tennisspielerin
- Shannon Dunn (* 1972), Snowboarderin
- Brian McBride (* 1972), Fußballspieler
- Andrew Berenzweig (* 1977), Eishockeyspieler
- Tim McIlrath (* 1978), Leadsänger der Band Rise Against
- Tom Preissing (* 1978), Eishockeyspieler
- Shannon Pohl (* 1980), Badmintonspielerin
- Margaret Judson (* 1985), Schauspielerin und Journalistin
- Jeff LoVecchio (* 1985), Eishockeyspieler
- Jonathan Spector (* 1986), Fußballspieler
- Jimmy Garoppolo (* 1991), American-Football-Spieler
- Charlie Kirk (* 1993), Aktivist
- Max Christie (* 2003), Basketballspieler
- Cam Christie (* 2005), Basketballspieler